# Xyletobius euceras
Xyletobius euceras là một loài bọ cánh cứng thuộc họ Ptinidae.